# Mirecourt
Mirecourt is een gemeente in het Franse departement Vosges (regio Grand Est). De plaats maakt deel uit van het arrondissement Neufchâteau. Mirecourt telde op 1 januari 2022 4.746 inwoners.
Mirecourt staat bekend om twee ambachten: kantklossen en de bouw van snaarinstrumenten (met name violen).

## Geschiedenis
De stad kreeg een eerste omwalling in de 12e eeuw, waarbij het water van de Madon werd omgeleid om de grachten te vullen. Langs de Madon vestigden zich leerlooiers en ververs. In de 14e eeuw kreeg de stad een tweede, grotere omwalling. In 1444 kwam er een franciscaner klooster (Cordeliers) in de stad. Aan het eind van de 16e eeuw ontwikkelden zich de ambachten van het kantklossen en het maken van snaarinstrumenten. De 17e eeuw en de Dertigjarige Oorlog brachten rampspoed: een deel van de stadsmuren en van de huizen ging verloren. In 1766 werd Lotharingen bij Frankrijk gehecht en in de 18e eeuw kende de stad opnieuw voorspoed.
In de 19e en 20e eeuw werden het kantklossen en de instrumentenbouw op semi-industriële wijze beoefend in Mirecourt en de omringende gemeenten.

## Bezienswaardigheden
- Kerk Notre-Dame uit de 15e eeuw
- Hallen uit de 17e eeuw
- Pont Stanislas (18e eeuw)

## Geografie
De oppervlakte van Mirecourt bedroeg op 1 januari 2022 12,12 vierkante kilometer; de bevolkingsdichtheid was toen 391,6 inwoners per km². De plaats ligt aan de rivier de Madon.
De onderstaande kaart toont de ligging van Mirecourt met de belangrijkste infrastructuur en aangrenzende gemeenten.

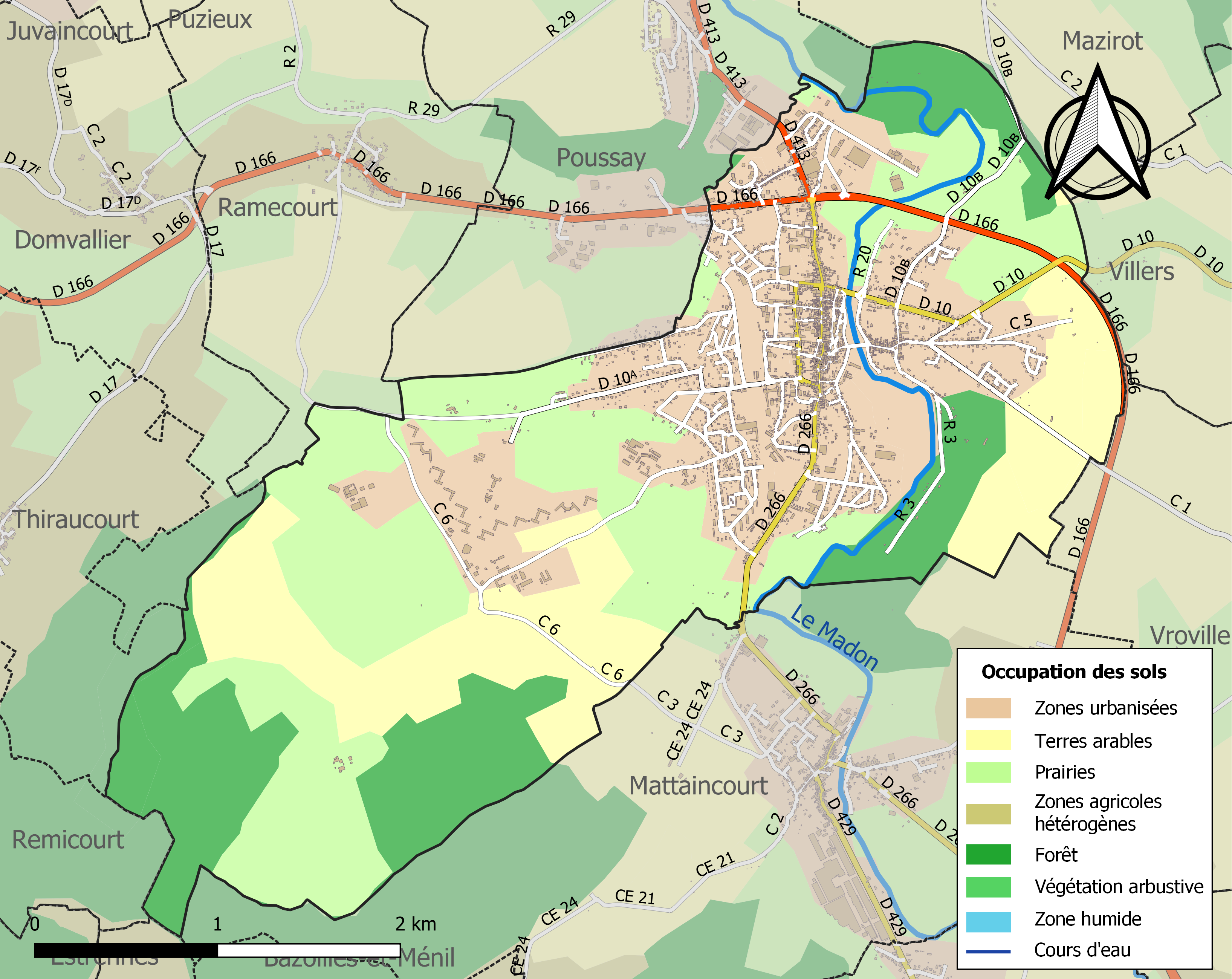

## Verkeer en vervoer
In de gemeente ligt spoorwegstation Mirecourt.

## Demografie
Onderstaande figuur toont het verloop van het inwonertal (bron: INSEE-tellingen).

## Geboren in
- Petrus Fourier (1565-1640), heilige
- Jack Lang (1939), politicus